# Вулька-Краснічинська
Вулька-Краснічинська (пол. Wólka Kraśniczyńska) — село в Польщі, у гміні Красничин Красноставського повіту Люблінського воєводства. Населення — 438 осіб (2011).

## Історія
За даними етнографічної експедиції 1869—1870 років під керівництвом Павла Чубинського, у селі здебільшого проживали греко-католики, які розмовляли українською мовою.
У 1975—1998 роках село належало до Холмського воєводства.

## Демографія
Демографічна структура станом на 31 березня 2011 року:
|          | Загалом | Допрацездатний вік | Працездатний вік | Постпрацездатний вік |
| -------- | ------- | ------------------ | ---------------- | -------------------- |
| Чоловіки | 173     | 37                 | 111              | 25                   |
| Жінки    | 265     | 30                 | 140              | 95                   |
| Разом    | 438     | 67                 | 251              | 120                  |